# Médersa Barak-Khan
La Médersa Barak-Khan (ouzbek : Baroqxon madrasasi) est un complexe religieux de Tachkent dont le portique de façade donne sur la place Khats-Imam. Il a été réalisé au cours du XVIe siècle à partir de bâtiments construits à différentes époques. L'ensemble comprend un mausolée et un khanqah. Il comprend également 35 cellules (houdjr). Le mausolée a été construit en premier lieu et se trouve dans la partie Est du complexe.
Le deuxième a été le mausolée à deux coupoles appelé Khanqah. Construit en 1530 en l'honneur du souverain ouzbek de Tachkent Souyountchkhodja-khan (ru) (1454-1525), deuxième représentant de la dynastie des Chaybanides. À partir du règne de Souyountchkhodja-khan, le rôle de la langue ouzbek dans la vie littéraire est de plus en plus marqué et Tachkent devient le centre d'attraction de nombreux représentants de l'élite intellectuelle.
Au milieu du XVIe siècle le complexe a été transformé en médersa, et appelé du nom du souverain de l'époque Navrouz Akhmes-khan (ru), surnommé Barak-Khan. La conception artistique du portail de la médersa n'est pas typique de Tachkent. Sa voûte est garnie de niches. Les tympans et les piliers sont décorés de briques sculptées, de mosaïques bleues et d'inscriptions coraniques. La médersa a été restaurée à plusieurs reprises et la dernière fois en 2008.
Cette médersa est le centre administratif du grand mufti de l'Ouzbékistan, chef suprême de l'islam officiel du pays.

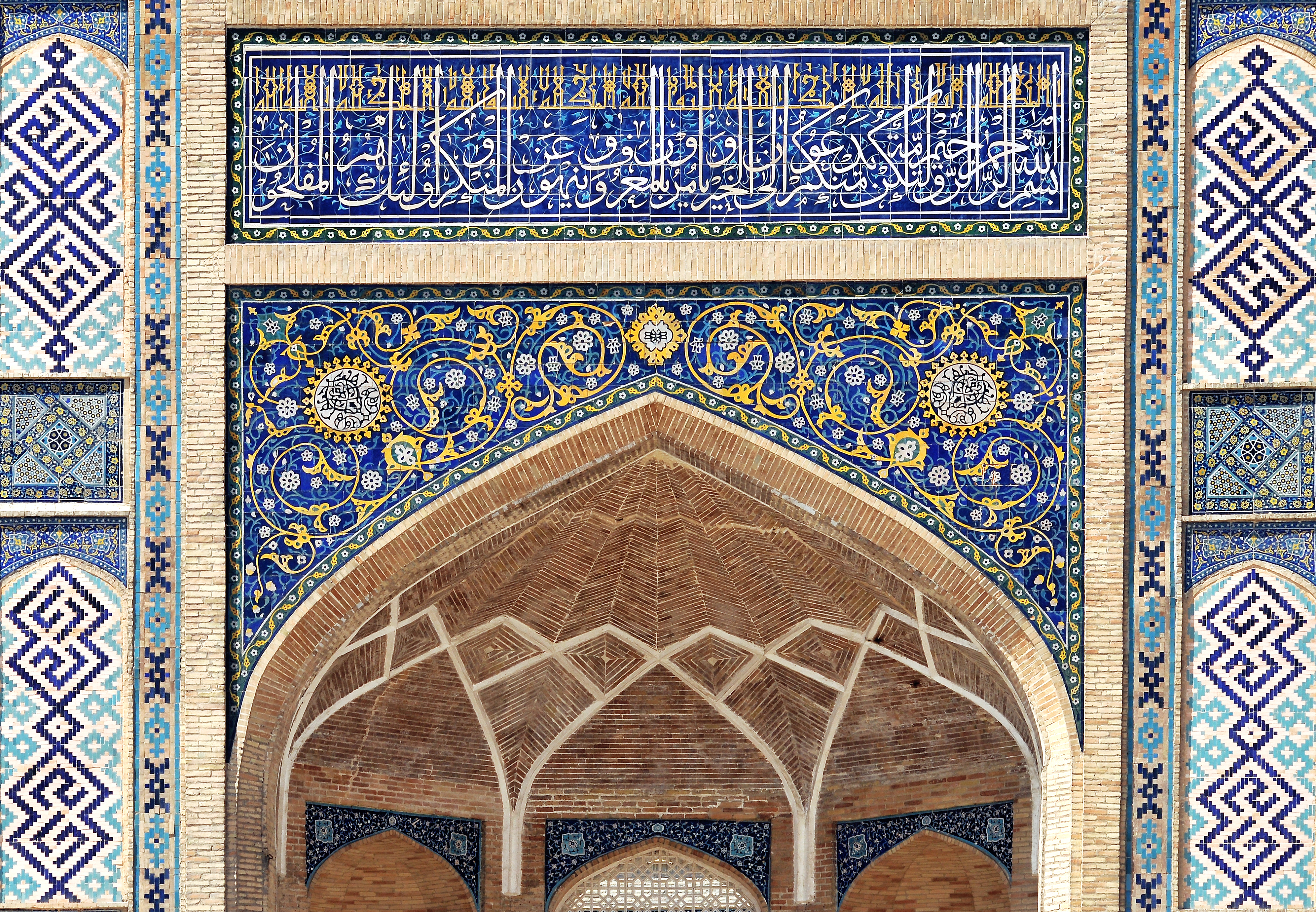
Haut du portail de Barak-Khan.
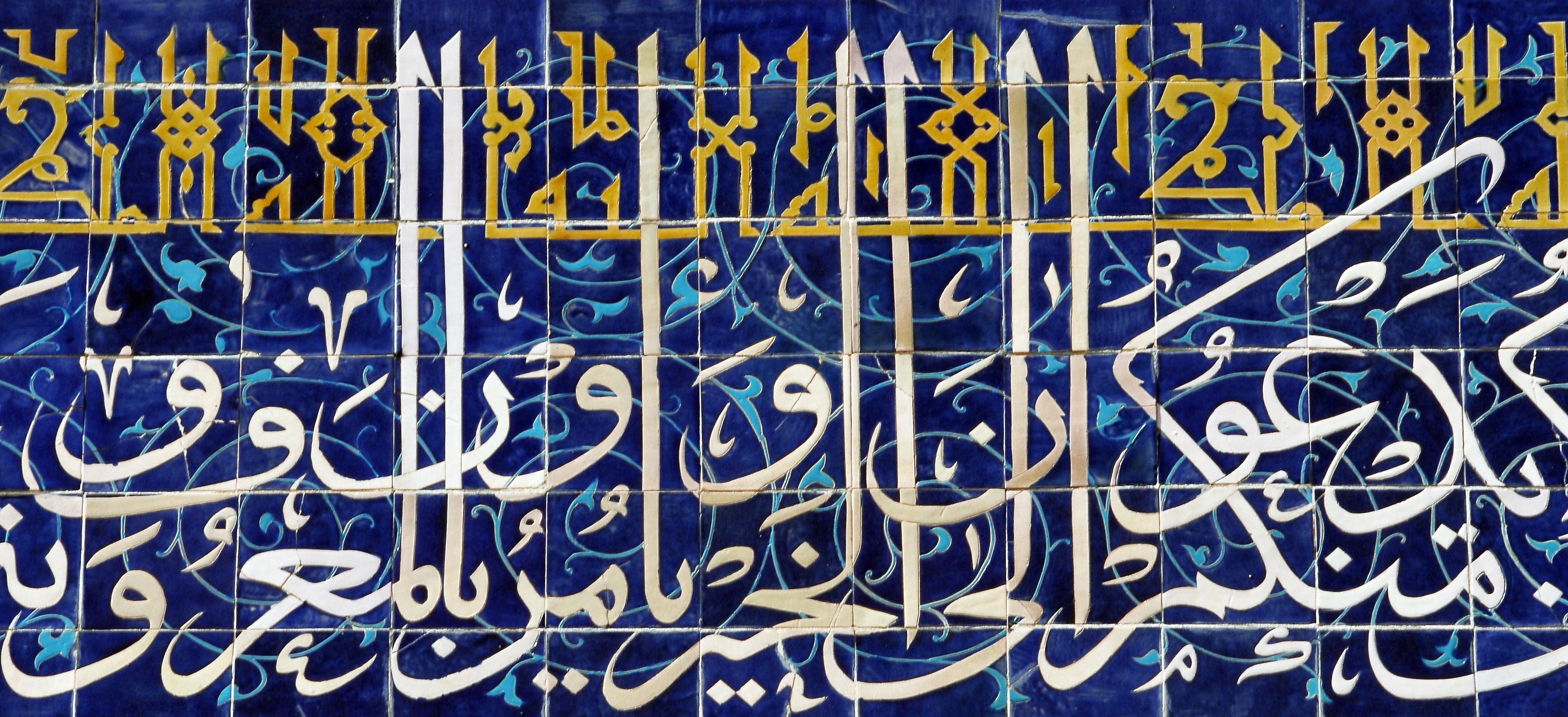
Écritures coraniques.
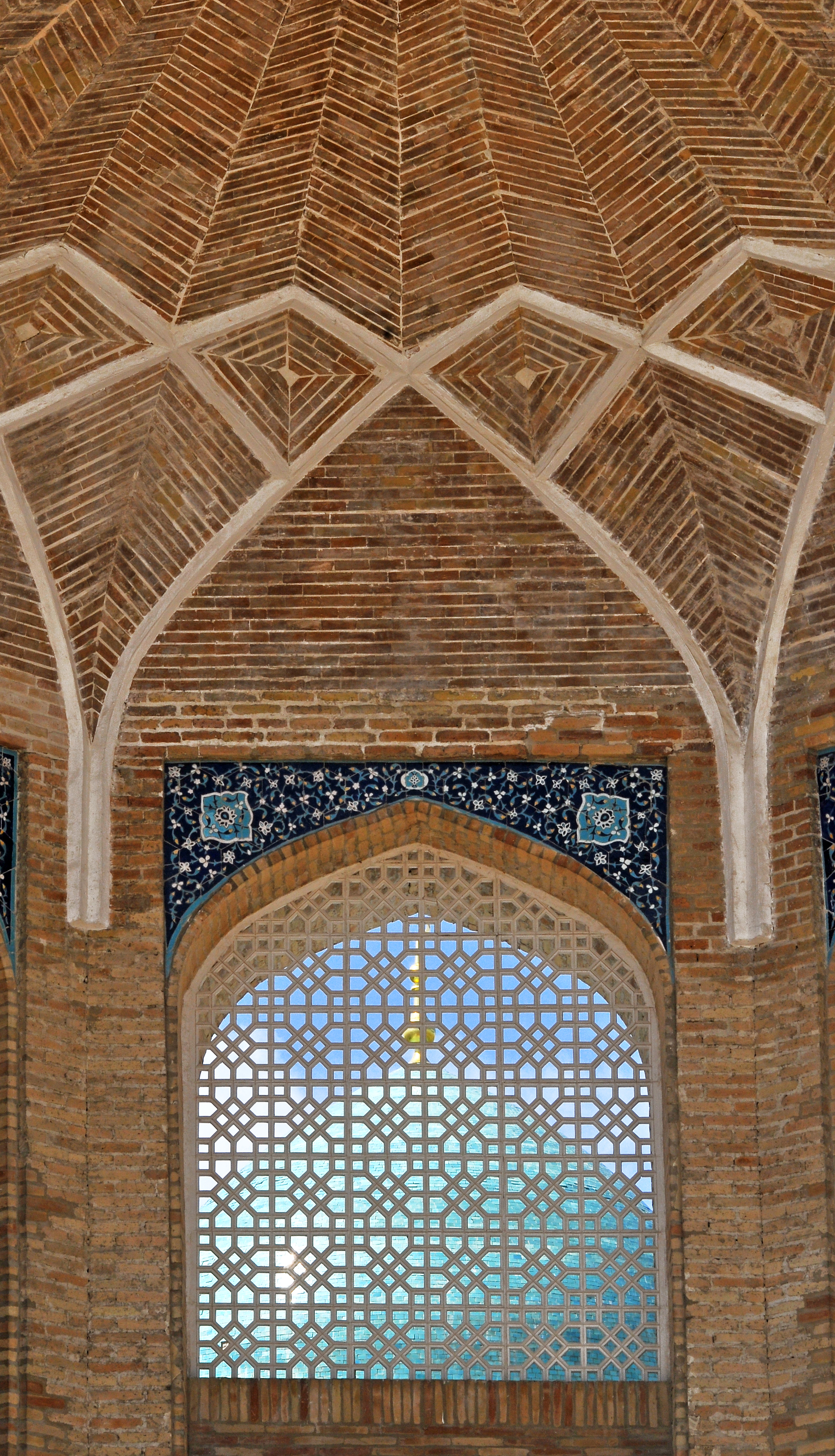
Intérieur de Barak-Khan.